# Thác Horsetail
Thác nước Horsetail (tiếng Anh: Horsetail Fall), nằm ở Công viên quốc gia Yosemite ở California, là thác nước chảy theo mùa vào mùa đông và đầu mùa xuân. Dòng thác đổ xuống qua mặt phía đông của núi El Capitan. Vào thời gian từ giữa đến cuối tháng 2, khi điều kiện thời tiết phù hợp, Mặt Trời lặn sẽ chiếu sáng thác nước, làm cho nó phát sáng màu cam và đỏ. Hiện tượng tự nhiên này thường được gọi là "thác lửa", một cái tên tỏ lòng tưởng nhớ đến thác lửa nhân tạo đã từng tồn tại ở Yosemite.
Để tạo thành thác lửa hình đuôi ngựa, đòi hỏi phải có sự kết hợp từ nhiều điều kiện, yếu tố. Thác phải đang chảy, nghĩa là cần nhiệt độ đủ ấm để làm tan băng tuyết, nguồn cung cấp nước duy nhất của thác. Do không có nước sông đổ vào, thác trở nên khô cạn suốt những tháng còn lại trong năm. Mùa thu, tia nắng mặt trời cũng chiếu lên thác ở cùng một góc như tháng 2 nhưng khi đó thác không có nước. Điều kiện thứ hai là bầu trời phía tây phải thoáng đãng vào lúc hoàng hôn, không có những đám mây che phủ, mưa hay tuyết rơi khiến ánh nắng mặt trời bị cản lại trên đường chiếu tới thác nước.
“Hiện tượng thác lửa Horsetail xuất hiện khi Mặt Trời lặn ở một góc chính xác với thác nước, ánh nắng chiều chiếu vào dòng nước khiến nó có màu đỏ rực hoặc màu cam, trông giống như lửa đang tuôn chảy xuống từ vách đá trên đỉnh El Capitan”.
Vốn được biết tới là một trong những thác nước đẹp nhất trên lục địa Bắc Mỹ, thác Horsetail trở nên đặc biệt từ khoảng giữa tới cuối tháng 2 hàng năm nhờ hiện tượng ánh sáng phản chiếu khiến dòng thác nước trắng chuyển sang màu vàng óng hoặc đỏ cam rực rỡ. Cảnh tượng tuyệt đẹp được nhiều du khách biết tới hơn nhờ việc chia sẻ hình ảnh trên các phương tiện truyền thông.